# Ana Passos
Ana Lúcia Silva de Passos (30 de maio de 1967) é uma deputada e política portuguesa. Ela é deputada à Assembleia da República na XIV legislatura pelo Partido Socialista. Possui um Doutoramento em Genética/Biologia Molecular.